# Klimatológus
A klimatológus az éghajlattal foglalkozó tudós, kutató; éghajlatkutató. A globális felmelegedés kutatói jégfúrásokat végeznek, korallminták gyűjtenek, izotópos vizsgálatokat végeznek, majd tanulmányokban, könyvekben, az interneten publikálják eredményeiket.

## Ismert kutatók
Achim Steiner – ENSZ Környezetvédelmi Programjának (UNEP) igazgatója, Roger Revelle, Lonnie Thompson, James Hansen, Charles David Keeling, Edwin A. Hernández-Delgado, Hartmut Graßl, Michael Mann, Josefino C. Comiso, Joseph R. McConnell, Konrad Steffen, Richard B. Alley, Robert Hawley, Wilfried Jokat, Amato T. Evan, Rajendra Pachauri, Tim Flannery, Sir Crispin Tickell, Richard Lindzen, Sallie Baliunas, Robert Thomas, Edson Ramírez, Nicolas Cullen, Dan Fagre, Jürg Luterbacher, Rober Bindschadler, Eric Rignot, Jonathan Overpeck, Steven Nerem, Jay Zwally, Christian Haas
Magyarországról Makra László, a Szegedi Tudományegyetem egyetemi tanára az egyik legismertebb klimatológus.